# Hippocampus ingens

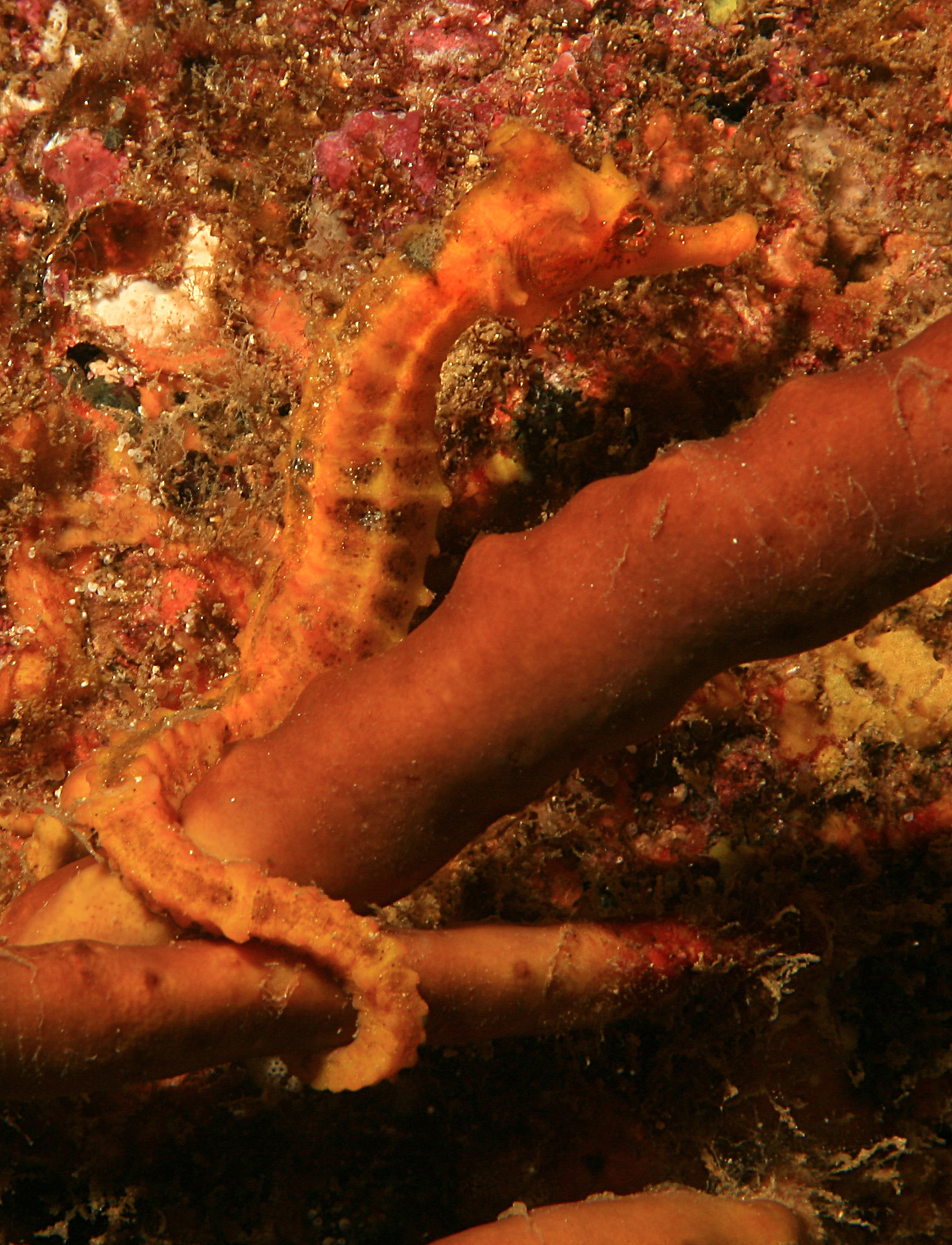
Hippocampus ingens fotografiado en el Parque nacional Coiba, en Panamá.

El Caballito del Pacífico (Hippocampus ingens) es una especie de pez de la familia Syngnathidae en el orden de los Syngnathiformes.

## Morfología
Los machos  pueden llegar alcanzar los 30 cm de longitud total.
Siendo los caballitos de mar de mayor tamaño conocido.

## Distribución geográfica
Se encuentra desde San Diego (California, Estados Unidos) hasta Chile, incluyendo las Islas Galápagos.  

## Conservación
Esta especie se considera Sujeta a Protección Especial en la Norma Oficial Mexicana (NOM 059).